# Zakręcona
Zakręcona – pierwszy solowy album Reni Jusis, wydany w lecie 1998 roku. Longplay "Zakręcona" wyprodukował i skomponował Yaro, z gościnnym udziałem rapera Shakul z Francji, warszawskiej raperki Oliwki oraz trójki Amerykanów z grupy Flap House Vag. Scratche wykonał DJ Platoon z grupy Trials X. Materiał miał premierę na początku wakacji 1998.
W 1998 roku album został wyróżniony nagrodą polskiego przemysłu fonograficznego Fryderykiem w kategorii "najlepszy album rap/hip-hop".
Album uzyskał certyfikat złotej płyty.

## Lista utworów
1. "Zgadnij, kim jestem (Intro)" - 0:46
2. "Zakręcona" - 3:39
3. "Graj więcej" - 2:54
4. "Leniwiec" - 3:48
5. "Dzielna z Mielna" - 3:10
6. "Wiem swoje" - 4:23
7. "Byłeś serca biciem"[a] - 3:55
8. "Yes, pies!" - 1:38
9. "Głupi traf" - 3:15
10. "Nie chcę zasnąć" - 3:21
11. "Zgadnij, kim jestem" - 3:34
12. "Międzyplanetarna" - 3:34
13. "Radio F.H.V." - 0:35
14. "September"[b] - 4:17
15. "CD nastąpi" - 1:18